# Cornukaempferia chayanii
Cornukaempferia chayanii là một loài thực vật có hoa trong họ Gừng. Loài này được Piyapong Yupparach và Pornpimon Wongsuwan mô tả khoa học đầu tiên năm 2019.

## Từ nguyên
Loài được đặt tên để vinh danh tiến sĩ Chayan Picheansoonthon.

## Phân bố
Loài này được tìm thấy ở cao độ 100 m trong huyện Laplae, tỉnh Uttaradit, miền bắc Thái Lan.